# Kriptokorine
Kriptokorine (engl. nazivane vodene trubice, lat. Cryptocoryne),  su rod vodenih biljaka iz obitelji Araceae koji broji 50 – 60 vrsta. Ime kripta je skraćenica od latinskog imena, a vodena trubica je naziv koji je cijeli rod dobio po obliku cvijeta koji sliči na trubu. Prirodno stanište ovog roda su tropski krajevi Azije i Nove Gvineje. Tipično stanište kriptokorina su spori potoci i rijeke u nizinskim šumama. Žive i u šumskim barama koje povremeno poplavljuju i uz riječne obale koje su poplavljene samo u dijelom sezone.

## Vrste kripti
S obzirom na njihovu popularnost i slabu istraženost popis vrsta se svakodnevno nadopunjava jer znanstvenici i entuzijasti stalno otkrivaju nove. Na popisu je 63 vrste
1. Cryptocoryne affinis N.E.Br.
2. Cryptocoryne alba de Wit
3. Cryptocoryne albida R.Parker
4. Cryptocoryne annamica Serebryanyi
5. Cryptocoryne aponogetifolia Merr.
6. Cryptocoryne × ardyi Wongso
7. Cryptocoryne aura Wongso & Ipor
8. Cryptocoryne auriculata Engl.
9. Cryptocoryne bangkaensis Bastm.
10. Cryptocoryne bastmeijeri Wongso
11. Cryptocoryne × batangkayanensis Ipor, Ørgaard & N.Jacobsen
12. Cryptocoryne beckettii Thuill. ex Trim.
13. Cryptocoryne bogneri Rataj
14. Cryptocoryne bullosa Becc.
15. Cryptocoryne ciliata (Roxb.) Schott
16. Cryptocoryne cognata Schott
17. Cryptocoryne consobrina Schott
18. Cryptocoryne cordata Griff.
19. Cryptocoryne coronata Bastm. & Wijng.
20. Cryptocoryne crispatula Engl.
21. Cryptocoryne cruddasiana Prain
22. Cryptocoryne decus-silvae de Wit
23. Cryptocoryne dewitii N.Jacobsen
24. Cryptocoryne edithiae de Wit
25. Cryptocoryne elliptica N.E.Br.
26. Cryptocoryne erwinii Wongso & Ipor
27. Cryptocoryne ferruginea Engl.
28. Cryptocoryne fusca de Wit
29. Cryptocoryne griffithii Schott
30. Cryptocoryne × griffithiioides N.Jacobsen
31. Cryptocoryne × hendrae Wongso
32. Cryptocoryne hudoroi Bogner & N.Jacobsen
33. Cryptocoryne ideii Budianto
34. Cryptocoryne isae Wongso
35. Cryptocoryne jacobsenii de Wit
36. Cryptocoryne × jambiensis Bastm.
37. Cryptocoryne joshanii Naive & R.J.T.Villanueva
38. Cryptocoryne keei N.Jacobsen
39. Cryptocoryne lingua Becc. ex Engl.
40. Cryptocoryne loeiensis Bastm., T.Idei & N.Jacobsen
41. Cryptocoryne longicauda Becc. ex Engl.
42. Cryptocoryne mekongensis T.Idei, Bastm. & N.Jacobsen
43. Cryptocoryne minima Ridl.
44. Cryptocoryne moehlmannii de Wit
45. Cryptocoryne nevillii Trimen
46. Cryptocoryne noritoi Wongso
47. Cryptocoryne nurii Furtado
48. Cryptocoryne pallidinervia Engl.
49. Cryptocoryne parva de Wit
50. Cryptocoryne pontederiifolia Schott
51. Cryptocoryne × purpurea Ridl.
52. Cryptocoryne pygmaea Merr.
53. Cryptocoryne regina Wongso & Ipor
54. Cryptocoryne retrospiralis (Roxb.) Kunth
55. Cryptocoryne sahalii Wongso & Ipor
56. Cryptocoryne schulzei de Wit
57. Cryptocoryne × schulzeioides N.Jacobsen
58. Cryptocoryne scurrilis de Wit
59. Cryptocoryne sivadasanii Bogner
60. Cryptocoryne spiralis (Retz.) Fisch. ex Wydler
61. Cryptocoryne striolata Engl.
62. Cryptocoryne tambraparaniana Rajakumar, P.Daniel, Selvak., S.Murug. & Chellap.
63. Cryptocoryne thwaitesii Schott
64. Cryptocoryne × timahensis Bastm.
65. Cryptocoryne tirtadinatae Wongso
66. Cryptocoryne uenoi Yuji Sasaki
67. Cryptocoryne undulata Wendt
68. Cryptocoryne usteriana Engl.
69. Cryptocoryne versteegii Engl.
70. Cryptocoryne vietnamensis I.Hertel & H.Mühlberg
71. Cryptocoryne villosa N.Jacobsen
72. Cryptocoryne walkeri Schott
73. Cryptocoryne wendtii de Wit
74. Cryptocoryne × willisii Reitz
75. Cryptocoryne wongsoi Ipor
76. Cryptocoryne yujii Bastm.
77. Cryptocoryne zaidiana Ipor & Tawan
78. Cryptocoryne × zukalii Rataj

## Uzgoj
Kriptokorine se uzgajaju uglavnom u akvaristici kao ukrasno vodeno bilje.

## Vanjske poveznice
|  | Zajednički poslužitelj ima još gradiva o temi Cryptocoryne |
|  | Wikivrste imaju podatke o taksonu Cryptocoryne             |